# كرستن أندرسون
كرستن أندرسون (بالإنجليزية: Kerstin Anderson)‏ هي ممثلة أمريكية، ولدت في 10 سبتمبر 1994 في ساوث برلنغتون في الولايات المتحدة.

## وصلات خارجية
- كرستن أندرسون على موقع IMDb (الإنجليزية)